# Rafaela Lopes
Rafaela Lopes Varela, née le 20 octobre 1999 à Amadora, est une footballeuse internationale portugaise évoluant au poste de milieu de terrain à la VGA Saint-Maur.

## Biographie

### Carrière en club
Née de parents portugais mais d'origine capverdienne, Rafaela Lopes est passionnée de football depuis son plus jeune âge (4-5 ans). Elle commencé le foot en France à Roissy-en-Brie à l'âge de 10 ans en jouant avec les garçons. À 12 ans, elle rejoint les équipes féminines du Val d'Europe FC puis à 15 ans, elle part se former à la VGA Saint-Maur et fait partie de l'équipe U19 jusqu'en 2017. À cette date, elle rejoint Albi évoluant en D1 pour un an, avant de revenir à la VGA en D2.

### Carrière en sélection
Rafaela Lopes est convoquée à deux reprises avec les U19 au mois de mars et avril 2018 et participe à deux matchs,.
Elle est appelée pour la première fois en équipe nationale du Portugal pour un stage en décembre 2018. Le 20 janvier 2019, elle connaît sa première sélection face à l'Ukraine. Elle est appelée en mars pour participer à l'Algarve Cup mais ne joue aucun match.

## Statistiques
| Saison                | Club                  | Championnat           | Championnat | Championnat | Coupe(s) nationale(s) | Coupe(s) nationale(s) | Total | Total |
| Saison                | Club                  | Division              | M.          | B.          | M.                    | B.                    | M.    | B.    |
| 2018-2019             | VGA Saint-Maur        | Division 2            | 21          | 0           | 0                     | 0                     | 21    | 0     |
| 2019-2020             | VGA Saint-Maur        | Division 2            | 6           | 0           | 2                     | 0                     | 8     | 0     |
| Total sur la carrière | Total sur la carrière | Total sur la carrière | 27          | 0           | 2                     | 0                     | 29    | 0     |